# Cuor di donna
Cuor di donna (Her Body in Bond) è un film muto del 1918 diretto da Robert Z. Leonard.

## Trama

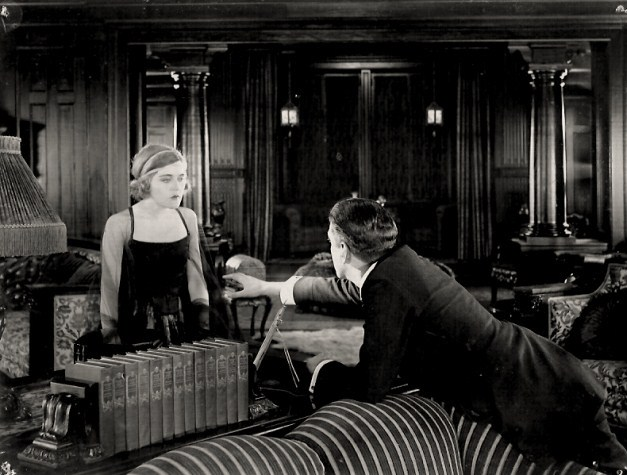
Mae Murray e Albert Roscoe

Peggy e Joe Blondin sono marito e moglie e danno vita a un numero musicale con il quale si esibiscono nei cabaret di New York. Ammalato di tubercolosi, Joe però è costretto a partire per l'Ovest, per andare a curarsi, lasciando la moglie sola. Lei, ora deve lavorare anche per pagare le cure del marito, con richieste di denaro di quest'ultimo sempre più alte, tanto che la situazione che si sta creando la porta alla disperazione. In realtà, la corrispondenza di Joe viene intercettata da Harlan Quinn, un milionario che ha delle mire su Peggy: l'uomo riscrive le lettere falsandone i contenuti e, dopo una lettera particolarmente allarmante, Peggy accetta un appuntamento con Harlan che le ha promesso, in cambio, il suo aiuto finanziario. Prima però che l'uomo riesca a ottenere i favori della bella ballerina, giunge a New York Joe, pienamente guarito. I due uomini hanno uno scontro durante il quale interviene il patrigno di Peggy, un tossicodipendente che è stato raggirato da Harlan e che spara al milionario. La polizia spara a sua volta, uccidendo il vecchio.

## Produzione
Il film fu prodotto dall'Universal Film Manufacturing Company con il titolo The Eternal Columbine, cambiandolo in seguito, prima della distribuzione, in The Morals of an Actress.

## Distribuzione
Il copyright del film, richiesto dalla Universal Film Mfg. Co., Inc., fu registrato il 29 maggio 1918 con il numero LP12485.
Distribuito dall'Universal Film Manufacturing Company, il film uscì nelle sale cinematografiche statunitensi il 16 giugno 1918.
Non si conoscono copie ancora esistenti della pellicola che viene considerata presumibilmente perduta.